# Mehdi Bardhi

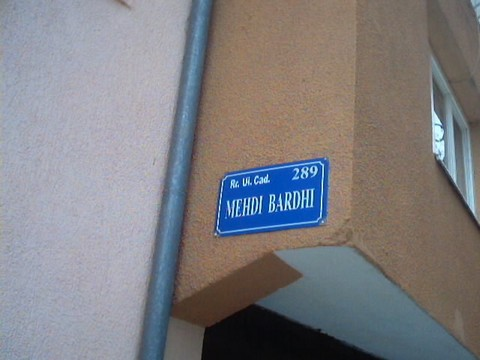
Tabliczka z ulicy Mehdiego Bardhiego w Prizrenie

Mehdi Mardhi (ur. 14 września 1927 w Prizrenie, zm. 3 kwietnia 1994) – jugosłowiański oraz kosowski nauczyciel i albanista.

## Życiorys
Pobierał naukę podstawową w Prizrenie oraz średnią w Prisztinie, następnie studiował na Wydziale Filozoficznym Uniwersytetu Belgradzkiego . Pracował jako nauczyciel , był jednym z trzech założycieli Instytutu Albanologicznego w Prisztinie.

## Upamiętnienie
Imieniem Mehdiego Bardhiego nazwano jedną z ulic w Prizrenie.